# Deer Valley Resort
Das Deer Valley Resort ist ein Wintersportgebiet und ist Teil der Wasatchkette in den Rocky Mountains. Es liegt 58 km östlich von Salt Lake City in der Stadt Park City im US-Bundesstaat Utah. Es zählt zu den Top-Skigebieten in Nordamerika.
Während der Olympischen Winterspiele 2002 war das Deer Valley Resort Austragungsort der Freestyle-Skiingwettbewerbe sowie der Slalomwettkämpfe im Ski Alpin.

## Ausstattung
Mit einer Reihe anderer großer Skigebiete in der Nähe konkurriert das Deer Valley Resort um ein gehobenes Publikum und bietet unter anderem einen kostenlosen Shuttle, eine gute Küche sowie Boutiquen. Das Deer Valley Resort ist neben den Gebieten Alta und Mad River Glen eines von drei Skigebieten in den Vereinigten Staaten, in denen Snowboardfahren verboten ist. Der vierfache Weltmeister und Olympiasieger von 1952 Stein Eriksen aus Norwegen war Namensgeber der Stein Eriksen Lodge, bis zu seinem Tod im Jahr 2015 war er Direktor des Skigebiets.
Deer Valley benutzt im Gegensatz zu anderen Skigebiete der Wasatchkette mehr Ausrüstung und beschränkt den Ticketverkauf auf 7.500 Besucher pro Tag, um eine Überfüllung zu vermeiden. Insgesamt werden pro Stunde 50.470 Skifahrer mit den Liftanlagen befördert, was ungefähr 50 % mehr ist als im Nachbargebiet Park City Mountain Resort. Das Deer Valley Resort verfügt über 21 Sessellifte und eine Gondel für vier Personen pro Bahn.

## Geschichte
In den 1930er Jahren begann man im Deer Valley Resort mit dem Skifahren. 1936 und 1937 wurden von der Works Progress Administration (WPA) die ersten Skipisten und andere Einrichtungen errichtet. Die ersten Skilifte entstanden im Jahr 1946, diese wurden von den Anwohnern Robert Emmett Burns und Otto Carpenter aus Kiefernholz gebaut. Das Skigebiet wurde Snow Park Ski Area genannt, was bis 1969 gültig war. 1981 gründete Edgar Stern im gleichen Gebiet das Deer Valley Resort. Inzwischen ist es auf sechs Berge, 380 Hektar Piste und 270 Hektar Beschneiungsfläche erweitert worden. Die Gesamtfläche des Gebietes liegt bei 820 Hektar.
Deer Valley wurde 1981 auf dem Bald Eagle Mountain und Bald Mountain mit fünf Liften eröffnet, darunter auch der Burns Double, der einzige noch bestehende ursprüngliche Lift auf dem Berg. Ein Jahr später wurde das Gebiet mit dem Sterling-Lift und 1983 mit dem Clipper erweitert. Die erste größere Gebietserweiterung erfolgte 1984 mit dem Mayflower-Lift am Bald Mountain.
1991 wurde der erste Hochgeschwindigkeits-Sessellift, der Carpenter Express, auf dem Bald Eagle Mountain errichtet. Zudem erweiterte sich das Resort mit den Liften Red Cloud und Viking am Flagstaff Mountain. In diesem Gebiet entstanden neue Buckelpisten. Auch der Crown Point Lift wurde gebaut. Eine weitere Erweiterung erfolgte 1993 mit dem den Northside Express Lift.
1996 wurden der Carpenter Express und der Wasatch durch zwei neue Garaventa CTEC-Hochgeschwindigkeits-Sessellifte ersetzt.
In der Saison 1998/99 wurde das Deer Valley um zwei weitere Berge erweitert. Auf dem Little Baldy Peak wurden die Deer Crest-Bahn und die Gondelbahn Jordanelle Express eröffnet.
Um die Jahrtausendwende entstanden viele weitere neue Lifte im Skigebiet. 1999 wurde das Homestake-Triple durch eine Sesselbahn ersetzt. Im Jahr 2000 ersetzte der Silver Lake Express das Clipper-Triple, um eine direkte Verbindung zwischen der Snow Park Base Lodge und der Silver Lake Lodge herzustellen. Quincy und Ruby wurden 2001 bzw. 2002 auf dem Flagstaff Mountain gebaut. Der Sultan Express ersetzte den ursprünglichen Sultan Lift im Jahr 2005. Sterling wurde im Jahr 2006 aufgerüstet und erweitert.
Im Jahr 2007 fand erneut eine Erweiterung des Gebiets statt und ein sechster Berg wurde an das Deer Valley angegliedert. Mit dem Lady Morgan Express, einem Sessellift, der vom Flagstaff Mountain und vom Empire Canyon aus erreichbar ist, entstanden 200 Hektar neue Pistenkilometer.
Der Deer Crest Sessellift wurde 2012 aufgerüstet und in Mountaineer Express umbenannt.
Am 3. Oktober 2014 gab das Deer Valley Resort bekannt, dass eine Vereinbarung zum Kauf des Solitude Mountain Resort getroffen wurde; am 1. Mai 2015 wurde der Betrieb dort übernommen.
Im August 2017 wurde das Deer Valley Resort an das neu gegründete Unternehmen Alterra Mountain Company verkauft, ein Gemeinschaftsunternehmen aus KSL Capital Partners und Intrawest Resort Holdings.

## Olympische Winterspiele 2002

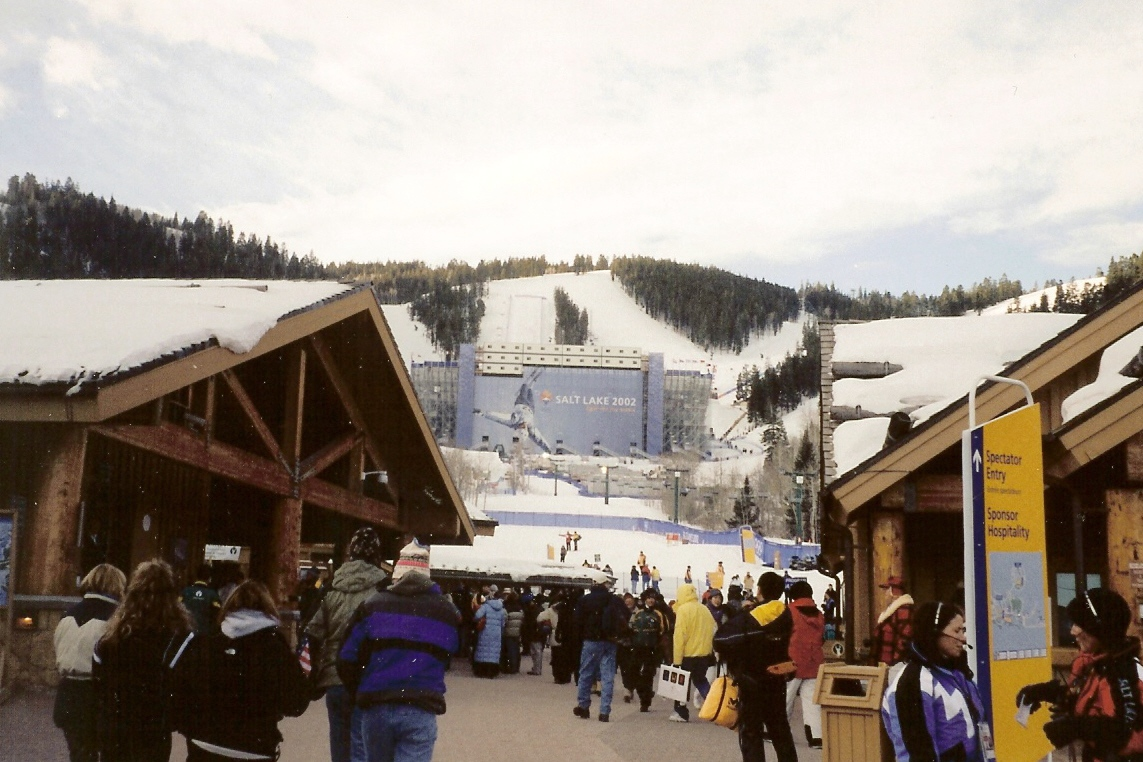
Wettkampfstätte der Aerialswettbewerbe während der Olympischen Winterspiele 2002

Während der Olympischen Winterspiele 2002 fanden im Deer Valley Resort die Freestyle-Buckelpisten und -Aerialswettbewerbe sowie Slalomrennen im Alpinen Skisport statt. Die Wettbewerbe wurden auf den Pisten Champion (Buckelpiste), Know You Don't (Slalom) und White Owl (Aerials) ausgetragen. Im Zielbereich befanden sich temporäre Zuschauertribünen, die 12 Stockwerke hoch waren und über Sitzplätze für 10.000 Personen verfügten. Des Weiteren gab es an jeder Strecke weitere Stehplätze für die Zuschauer. Die Stehplätze und das Stadion zusammen ermöglichten es rund 13.300 Zuschauern, sich jede Veranstaltung anzusehen. Dabei wurden 99,4 Prozent der verfügbaren Tickets am Veranstaltungsort verkauft. Dies entsprach einer Gesamtzahl von 96.980 Zuschauern. Auch während der Spiele blieben 95 Prozent des Skigebiets für den normalen Betrieb für die Öffentlichkeit zugänglich.

## Weltmeisterschaften und Weltcup
Nach den Spielen war das Resort Austragungsort der Freestyle-Skiing-Weltmeisterschaften 2003 und 2011 und damit der erste amerikanische Austragungsort, der zweimal eine WM austrug. Auch während der Freestyle-Skiing-Weltmeisterschaften 2019, die zusammen mit den Snowboard-Weltmeisterschaften 2019 ausgetragen wurden, war es Austragungsort der Buckelpisten- und Aerialswettkämpfe.
Zudem finden im Deer Valley Resort seit 2000 jährlich (mit Ausnahme von 2003 und 2004) Buckelpisten und Aerialswettbewerbe statt. Zudem wurden auch schon Weltcuprennen im Skicross ausgerichtet. Aufgrund seiner langjährigen Erfahrung als Veranstalter gilt das Resort als „Mekka für Freestyle-Ski-Events“.

## Auszeichnungen
Bei den ersten World Ski Awards gewann das Deer Valley Resort 2013 die Auszeichnung als bestes Skigebiet in den Vereinigten Staaten. Auch in den Jahren 2014, 2015, 2016 und 2017 konnte sich das Skigebiet diese Auszeichnung sichern.
Das Restaurant Mariposa am Silver Lake wurde vom Zagat-Restaurantführer als bestes Restaurant in Utah ausgezeichnet.